# Ludwig Karl Dietrich Giseke
Ludwig Karl Dietrich Giseke (* 3. Dezember 1884 in Magdeburg; † 17. Dezember 1953 in Halle (Saale)) war ein Hallescher Pfarrer, der sich für den Aufbau und Erhalt evangelischer Kindergärten einsetzte.

## Leben
Ludwig Karl Dietrich Giseke war der Sohn des Gymnasialdirektors Paul Giseke. Nach dem Besuch des Gymnasiums in Magdeburg studierte er in Göttingen und Halle/Saale Theologie. Dem Predigerseminar in Naumburg folgte 1909 die Ordination im Magdeburger Dom. Weitere Stationen seines Wirkens waren in Queis, in der Gefängnisseelsorge in Aschersleben sowie in Borne (1913) und in Aken (1918). 1912 heiratete er Charlotte Dorothee Eggers. Giseke war Pfarrer in der Gemeinde St. Georgen in Halle an der Saale und Jugendpfarrer. Bei der Bildung der Gemeinde St. Georgen-Süd (spätere Gemeinde „Am Gesundbrunnen“) im Jahr 1933 wirkte er als Gründungspfarrer und blieb dort bis zu seinem Tod 1953.

## Wirken
1933 gründete die Gemeinde St. Georgen-Süd, deren Pfarrer Giseke war, einen Kindergarten, der heute noch arbeitet. Seit 1837 bestanden in Halle Kinderbewahreinrichtungen. Giseke knüpfte an die diakonische und soziale Arbeit dieser Einrichtungen an. Er engagierte sich in der evangelischen Sozialarbeit und wurde Anfang der 1930er Jahre mit der Ehrenurkunde des Ministers für Volkswohlfahrt Heinrich Hirtsiefer ausgezeichnet. Zudem leitete Giseke den Jungmännerbund Mittelsachsens und war Vorsitzender des Verbandes für evangelische Kinderpflege (e.V.), der bis 1941 existierte.
Als 1941 die Nationalsozialistische Volkswohlfahrt (NSV) die Kindergärten auch in Halle beanspruchte, hatte Ludwig Giseke keine Möglichkeiten, diese de-facto-Enteignung zu verhindern. Auch das Konsistorium der Provinz in Magdeburg bedauerte lediglich, ohne die Entscheidung in Zweifel zu ziehen.
Nach dem Kriegsende konnten mit amerikanischer Unterstützung alle neun Kindergärten zum 1. Juni ihre Arbeit wieder aufnehmen. Die von Giseke initiierte Arbeitsgemeinschaft der evangelischen Kindergärten im Kirchenkreis Halle (Saale) – Stadt leitete er bis zu seinem Tode. Am 4. August 1945 erhielt Giseke die Ernennungsurkunde des neuen Oberbürgermeisters, Karl Pretzsch, als Mitglied im Erziehungsbeirates der Stadt für gefährdete Jugendliche mitzuarbeiten.

## Veröffentlichungen
- Jugendpflege und Jugendbewegung. Volkskirchliche Hefte, 19/1925. Verl. d. Prov.-Ausschusses f. Innere Mission in d. Prov. Sachsen
- Geschichte des Evangelischen Kindergartens Halle/S., Diesterwegstraße 16. Schreibmaschinen--Manuskript (3 S.). 1951. In: Archiv der Kirchengemeinde Am Gesundbrunnen, Kindergarten Mappe III 1 und 2, Abk. KGG M 1, 2